# Tęczanka neonowa
Tęczanka neonowa (Melanotaenia praecox) – gatunek ryby z rodziny tęczankowatych (Melanotaeniidae). Jest to ryba hodowana w akwariach.

## Występowanie
Tęczanka neonowa żyje w dorzeczu Mamberamo (Nowa Gwinea).

## Pożywienie
Tęczanka neonowa żywi się mrożonym, drobnym oraz żywym pokarmem.

## Warunki hodowlane
Akwarium powinno posiadać wolną przestrzeń do pływania oraz powinno być porośnięte roślinami, w których tęczanki mogłyby się ukrywać. Najlepiej jak w akwarium nie istnieje zbyt mocny przepływ wody. Ponadto woda powinna być regularnie wymieniana, a filtracja efektywna. Temperatura wody powinna wynosić ok. 27 °C. Nie należy hodować mniej niż sześć osobników, a optymalnie jeśli jest ich powyżej dziesięciu.